# Gebietsentwicklung der Gemeinden in Flevoland
Hier wird die Gebietsentwicklung der Gemeinden in Flevoland dargestellt. In einer ersten Tabelle steht eine Liste mit den aufgelösten Gemeinden auf dem Gebiet der heutigen niederländischen Provinz Flevoland. In einer zweiten Liste werden Zusammenschlüsse und Trennungen von Gemeinden, Eingliederungen von Gemeinden in andere und Änderungen des Gemeindenamens angegeben. Grenzkorrekturen zwischen bestehen gebliebenen Gemeinden werden in der Regel nicht aufgelistet.

## Alphabetische Reihenfolge

### Gemeindenamen mit De, Den, Het, ’s-, ’t, Ten und Ter
Bei Gemeinden, deren Namen mit De, Den, Het, ’s-, ’t, Ten oder Ter beginnen, wird dieser Vorsatz bei der alphabetischen Eingliederung nicht berücksichtigt. So steht z. B. Den Bommel zwischen Bolsward und Bommenede.

### Buchstabenfolge IJ
Die Buchstabenfolge IJ bzw. ij wird innerhalb der alphabetischen Reihenfolge wie Y bzw. y behandelt, steht also wie Y zwischen X und Z. Kommen beide Versionen bei ansonsten gleichen Buchstaben vor (z. B.: Bergeyk <> Bergeijk), steht die Version mit ij hinter der mit y.

## Ehemalige Gemeinden
| CBS-Code | aufgelöste Gemeinde                                                              | jetzige Gemeindezugehörigkeit       |
| -------- | -------------------------------------------------------------------------------- | ----------------------------------- |
| 1404     | De Noordoostelijke Polder, öffentliche Körperschaft ohne Provinzzugehörigkeit    | Noordoostpolder                     |
| 1369     | Schokland (Provinz Overijssel)                                                   | Noordoostpolder                     |
| 0996     | Zuidelijke IJsselmeerpolders, öffentliche Körperschaft ohne Provinzzugehörigkeit | Almere, Dronten, Lelystad, Zeewolde |

## Gebietsänderungen
Die Sortierung erfolgt chronologisch: Jahr (in zurückgehender Reihenfolge), aufnehmende oder neu gebildete Gemeinde. Heute noch bestehende Gemeinden sind farbig unterlegt.
| Datum      | Gemeinde vor der Änderung                                                                  | Maßnahme     | Gemeinde nach der Änderung                                                               |
| ---------- | ------------------------------------------------------------------------------------------ | ------------ | ---------------------------------------------------------------------------------------- |
| 10.07.1859 | Schokland, Provinz Overijssel                                                              | Umgliederung | Kampen, Provinz Overijssel                                                               |
| 07.08.1942 | De Noordoostelijke Polder, öffentliche Körperschaft ohne Provinzzugehörigkeit              | Einpolderung |                                                                                          |
| 07.08.1942 | Kampen, Provinz Overijssel, Schokland                                                      | Umgliederung | De Noordoostelijke Polder, öffentliche Körperschaft ohne Provinzzugehörigkeit, Schokland |
| 01.04.1950 | Urk, Provinz Noord-Holland                                                                 | Umgliederung | Urk, Provinz Overijssel                                                                  |
| 10.11.1955 | Zuidelijke IJsselmeerpolders, öffentliche Körperschaft ohne Provinzzugehörigkeit           | Einpolderung |                                                                                          |
| 01.07.1962 | De Noordoostelijke Polder, öffentliche Körperschaft ohne Provinzzugehörigkeit              | Neubildung   | Noordoostpolder, Provinz Overijssel                                                      |
| 01.01.1972 | Zuidelijke IJsselmeerpolders, öffentliche Körperschaft ohne Provinzzugehörigkeit, Dronten  | Neubildung   | Dronten, ohne Provinzzugehörigkeit                                                       |
| 01.01.1980 | Zuidelijke IJsselmeerpolders, öffentliche Körperschaft ohne Provinzzugehörigkeit, Lelystad | Neubildung   | Lelystad, ohne Provinzzugehörigkeit                                                      |
| 01.01.1984 | Zuidelijke IJsselmeerpolders, öffentliche Körperschaft ohne Provinzzugehörigkeit, Zeewolde | Neubildung   | Zeewolde, ohne Provinzzugehörigkeit                                                      |
| 01.01.1984 | Zuidelijke IJsselmeerpolders, öffentliche Körperschaft ohne Provinzzugehörigkeit, Almere   | Neubildung   | Almere, ohne Provinzzugehörigkeit                                                        |
| 01.01.1986 | Almere, ohne Provinzzugehörigkeit                                                          | Umgliederung | Almere, Provinz Flevoland                                                                |
| 01.01.1986 | Dronten, ohne Provinzzugehörigkeit                                                         | Umgliederung | Dronten, Provinz Flevoland                                                               |
| 01.01.1986 | Lelystad, ohne Provinzzugehörigkeit                                                        | Umgliederung | Lelystad, Provinz Flevoland                                                              |
| 01.01.1986 | Noordoostpolder, Provinz Overijssel                                                        | Umgliederung | Noordoostpolder, Provinz Flevoland                                                       |
| 01.01.1986 | Urk, Provinz Overijssel                                                                    | Umgliederung | Urk, Provinz Flevoland                                                                   |
| 01.01.1986 | Zeewolde, ohne Provinzzugehörigkeit                                                        | Umgliederung | Zeewolde, Provinz Flevoland                                                              |

## Anzahl der Gemeinden
Die Anzahl der Gemeinden hat sich seit der Gründung der Provinz nicht verändert. Es sind nach wie vor sechs.